# Kōsa (Kumamoto)
Ne doit pas être confondu avec Kōsa.
Kōsa (甲佐町, Kōsa-machi) est un bourg du district de Kamimashiki, dans la préfecture de Kumamoto, au Japon.

## Géographie

### Démographie
Au 1er mai 2015, la population de Kōsa s'élevait à 10 805 habitants répartis sur une superficie de 57,93 km2.